# Sawsan Chebli

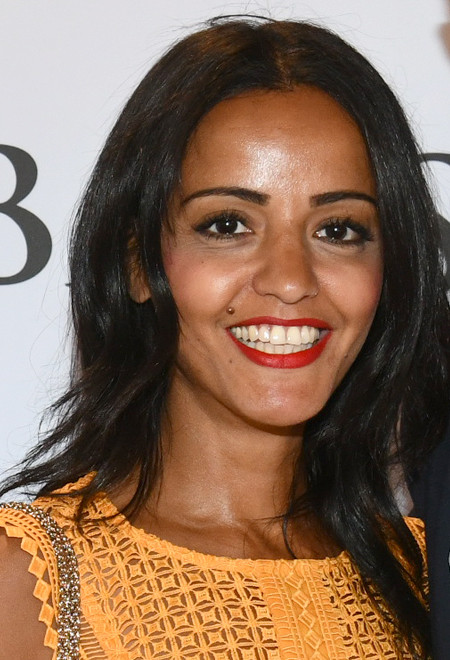
Sawsan Chebli (2019)

Sawsan Chebli (arabisch سوسن شبلي Susan Schibli ˈsɔːˌsan ˈʃɪbˌli; * 26. Juli 1978 in West-Berlin) ist eine deutsche ehemalige politische Beamtin (SPD), Autorin und Aktivistin. Sie war von Dezember 2016 bis Dezember 2021 Bevollmächtigte des Landes Berlin beim Bund und Staatssekretärin für Bürgerschaftliches Engagement und Internationales in der Berliner Senatskanzlei. Zuvor war sie von Januar 2014 bis Dezember 2016 stellvertretende Sprecherin des Auswärtigen Amts und von März 2010 bis Dezember 2013 Grundsatzreferentin für interkulturelle Angelegenheiten in der Berliner Senatsverwaltung für Inneres und Sport.

## Herkunft, Ausbildung und Privates
Cheblis Eltern lebten infolge des Palästinakrieges ab 1948 als palästinensische Flüchtlinge im Libanon und kamen 1970 als Asylbewerber in die Bundesrepublik Deutschland. Nach der Ablehnung der Asylanträge lebten sie geduldet und staatenlos in West-Berlin, wo Chebli 1978 als zwölftes von dreizehn Kindern geboren wurde. Ihr Vater wurde dreimal in den Libanon abgeschoben und kehrte immer wieder nach Deutschland zurück. 1993 erhielt die Familie die deutsche Staatsangehörigkeit. Chebli bezeichnete ihre familiäre Herkunft sowie den sich daraus ergebenden persönlichen Bezug zum Nahostkonflikt als Motivation, Politik zu studieren und in die Politik zu gehen.
Chebli wuchs in Moabit auf. Deutsch lernte sie in der Schule. Nach dem Abitur 1999 am Lessing-Gymnasium studierte sie Politikwissenschaft am Otto-Suhr-Institut der Freien Universität Berlin, war von 2001 bis 2003 studentische Mitarbeiterin der Arbeitsstelle Politik des Vorderen Orients und schloss 2004 mit dem Diplom ab. Ein Vorbild war ihr 2018 verstorbener ältester Bruder, der als Imam in Schweden arbeitete und die dortigen Behörden in Integrationsfragen beriet.
Chebli ist mit Nizar Maarouf verheiratet, der bis 2014 stellvertretender Direktor von Vivantes International Medicine, der Medizintourismus-Sparte von Vivantes, und einer der Geschäftsführer der dazugehörigen Betreibergesellschaft Vivantes International war. Nach der Auflösung der Betreibergesellschaft durch den Berliner Senat und der Eingliederung des Geschäftsbereichs in das Mutterunternehmen im Jahr 2014 war er noch bis 2019 stellvertretender Direktor von Vivantes International Medicine. Er war zeitweise Mitglied des Präsidiums der Ghorfa. Im Mai 2020 wurden Chebli und Maarouf Eltern eines Sohnes.
In einem Tweet von 2019 gab Chebli an, Sawsan Mohammed Chebli zu heißen. Diesen Tweet richtete sie ausdrücklich an die AfD, die zuvor in einem Beitrag es als ein Zeichen für Islamisierung interpretiert hatte, dass 2018 Mohammed der meistvergebene Vorname in Berlin gewesen war. Chebli wurde daraufhin 24 Stunden für die Bearbeitung auf Twitter gesperrt, was stark kritisiert wurde.

## Politische Laufbahn
2001 wurde Chebli Mitglied der SPD und arbeitete während ihres Studiums im Bundestagsbüro von Gert Weisskirchen. Nach dem Abschluss des Studiums 2004 war sie 2005 wissenschaftliche Mitarbeiterin von Brigitte Wimmer und 2005 bis 2009 von Johannes Jung. Ihr Tätigkeitsschwerpunkt war die Außenpolitik. 2009 nahm sie als eine der Munich Young Leaders an der Münchner Sicherheitskonferenz teil. Im März 2010 übernahm Chebli in der von Ehrhart Körting geleiteten Berliner Senatsverwaltung für Inneres und Sport die neu geschaffene Stelle als Grundsatzreferentin für interkulturelle Angelegenheiten.
Im Januar 2014 berief Frank-Walter Steinmeier sie als erste Muslimin und ohne vorherige Diplomatentätigkeit zur Stellvertreterin des Pressesprechers Martin Schäfer ins Auswärtige Amt. Wie bereits ihre Berufung zur Grundsatzreferentin für interkulturelle Angelegenheiten fand auch dies ein großes Medienecho. Im Auswärtigen Amt war Chebli einem Bericht des Spiegels zufolge umstritten. Der Personalrat des Ministeriums sei mit Beschwerden über sie befasst gewesen. Außerdem habe sie in Pressekonferenzen oft unvorbereitet gewirkt und auf Nachfragen „patzig“ reagiert. Im Februar 2014 gehörte sie zu den Gründern des Arbeitskreises muslimischer Sozialdemokratinnen und Sozialdemokraten. Seit 2016 gehört sie dem Berliner Landesvorstand der Arbeitsgemeinschaft sozialdemokratischer Frauen an.
Nach der Wiederwahl von Michael Müller zum Regierenden Bürgermeister von Berlin am 8. Dezember 2016 wechselte Chebli als Bevollmächtigte des Landes Berlin beim Bund und Staatssekretärin für Bürgerschaftliches Engagement und Internationales in die von Björn Böhning geleitete Berliner Senatskanzlei. Im Gegensatz zu ihrer Vorgängerin Hella Dunger-Löper war sie auch für den Bereich Internationales zuständig und verantwortlich für die Abteilung Protokoll und Internationales, die zuvor beim Chef der Senatskanzlei angesiedelt war. Die aus der Umgliederung resultierende Konkurrenzsituation zwischen Chebli und dem damaligen Leiter der Abteilung Volker Pellet soll laut Medienberichten zum Weggang Pellets im Jahr 2017 geführt haben. Am 17. April 2018 wurde Christian Gaebler Chef der Senatskanzlei. Nach der Wahl von Franziska Giffey zur Regierenden Bürgermeisterin am 21. Dezember 2021 verließ Chebli die Senatskanzlei. Ihre Nachfolgerin wurde Ana-Maria Trăsnea.
Bei der Bundestagswahl 2021 wollte sie als Direktkandidatin im Wahlkreis Berlin-Charlottenburg – Wilmersdorf kandidieren, unterlag bei der parteiinternen Vorwahl aber Michael Müller.

## Politische Initiativen
Chebli initiierte 2010 die Gründung des Vereins JUMA. Der Vereinsname steht für die Abkürzung von Jung, Muslimisch, Aktiv und das arabische Wort für Freitagsgebet. Ziel des Vereins ist es, jungen Muslimen eine Stimme zu geben.
2017 war Chebli für die Kampagne Farben bekennen verantwortlich, bei der in Berlin Plakate mit Bildern von Geflüchteten, dem Schriftzug „Typisch Deutsch“ und jeweils einer Eigenschaft wie Hilfsbereitschaft oder Pünktlichkeit aufgehängt wurden. Seit 2018 wird ein FARBENBEKENNEN-Award verliehen, mit dem Leistungen von Geflüchteten ausgezeichnet werden.
Chebli war nach eigenen Angaben in ihrer Jugend Antisemitin, änderte ihre Einstellung aber später. Auf ihre Initiative wurde im November 2017 der Berliner Arbeitskreis gegen Antisemitismus gegründet. Die Amadeu Antonio Stiftung und das Jüdische Forum für Demokratie und gegen Antisemitismus kritisierten, dass sie an der Gründung nicht beteiligt wurden. Im Dezember 2018 stellte der Arbeitskreis seinen Abschlussbericht vor, in dem die Einsetzung eines Antisemitismusbeauftragten und eine stärkere Thematisierung von Antisemitismus in Schulen und Universitäten gefordert wurden.
Im Januar 2018 forderte Chebli eine Pflicht zum Besuch einer KZ-Gedenkstätte für alle in Deutschland lebenden Personen. Nach dem Anschlag in Halle (Saale) am 9. Oktober 2019, dem höchsten jüdischen Feiertag Jom Kippur, rief Chebli zu einer Mahnwache vor der Neuen Synagoge in Berlin auf, zu der auch Bundeskanzlerin Angela Merkel erschien.

## Positionen und Kontroversen

### Haltung zum Islam
Chebli ist praktizierende Muslimin und äußerte sich 2012 zum Tragen eines Kopftuchs folgendermaßen: „Ja, das Kopftuch ist für mich eine religiöse Pflicht, aber nein, ich trage es nicht, weil es für mich nicht das Wichtigste im Islam ist.“ Bei ihrer Berufung zur Staatssekretärin im Dezember 2016 begründete sie ihre Entscheidung, kein Kopftuch zu tragen, mit ihrer Überzeugung, dass man anders in Deutschland keine politische Karriere beginnen könne. Im Januar 2017 äußerte sie gegenüber der Zeit: „Ich trage kein Kopftuch, weil ich es nicht möchte. Ich will aber, dass jede Frau das für sich selbst entscheiden kann.“ Erol Özkaraca (damals SPD) kritisierte diese Äußerung mit den Worten: „Von einer muslimischen Sozialdemokratin erwarte ich, dass sie sagt: Mein Gott ist ein barmherziger Gott, er verlangt von mir nicht, mich zu verhüllen.“
In einem Doppelinterview mit Michael Müller in der Frankfurter Allgemeinen Zeitung im August 2016 antwortete Chebli auf die Frage, warum unter muslimischen Jugendlichen der dritten Generation der Anteil derer steige, die im Zweifel die Scharia über das Grundgesetz stellen: „Die Scharia regelt zum größten Teil das Verhältnis zwischen Gott und den Menschen. Es geht um Dinge wie das Gebet, um Fasten, um Almosen. Das stellt mich als Demokratin doch vor kein Problem im Alltag, sondern ist absolut kompatibel, wie es für Christen, Juden und andere auch der Fall ist.“ Cheblis Berufung zur Staatssekretärin durch Müller im Dezember 2016 bezeichnete Erol Özkaraca (damals SPD) gegenüber der Welt als absolute Fehlentscheidung, von der er Müller mehrfach abgeraten haben will. Sie arbeite daran, den konservativen Islam in Deutschland hoffähig zu machen. Es sei aber nicht Aufgabe der Politik, religiöse Ströme zu organisieren. Chebli sei in Wirklichkeit keine moderate Muslima, sondern konservativ. Das Kopftuch betrachte sie als religiöse Pflicht. Ihre Aussagen zur Vereinbarkeit der Scharia mit unserer Verfassung und zur Integration werfe die Frage auf, ob ihr die Grenzen des säkularen Rechtsstaats bewusst seien und sie bereit sei, für diese einzustehen. Das passe alles nicht zur SPD. Gegenüber der Berliner Zeitung sagte er, Cheblis Berufung sei ein Signal, dass hohe Regierungsämter konservativen Muslimen offenständen, und eine Stärkung konservativer islamischer Kräfte. Lale Akgün (SPD) bezeichnete die Berufung als krasse Fehlentscheidung. Sie warf Chebli vor, die Scharia für mit dem Grundgesetz kompatibel zu halten und einen gestrigen Islam zu vertreten. Außerdem kritisierte sie, dass Chebli über die Religion Politik mache. Chebli selbst erläuterte ihre Haltung zur Scharia im Januar 2017 gegenüber der Zeit so: „Die Scharia enthält rituelle Vorschriften für das Gebet und das Verhalten gläubiger Menschen, darunter die Verpflichtung, Almosen zu spenden. Das alles fällt ganz klar unter die Religionsfreiheit. Andere Vorschriften der Scharia widersprechen ganz klar dem Grundgesetz und haben in einem demokratischen Staat nichts zu suchen.“
Nach antisemitischen und israelfeindlichen Protesten in Berlin anlässlich der Ankündigung Donald Trumps, die US-Botschaft von Tel Aviv nach Jerusalem zu verlegen, forderte Chebli im Dezember 2017 mehr muslimisches Engagement gegen Antisemitismus. Sie äußerte sich gegenüber der Welt: „Genauso wie Muslime als Minderheit erwarten, dass andere sich für sie einsetzen, wenn sie diskriminiert oder angegriffen werden, müssen sie ihre Stimme viel lauter erheben, wenn Juden in unserem Land bedroht werden. Der Kampf gegen Antisemitismus muss auch ihr Kampf sein.“ Zuvor war sie in die Kritik geraten, weil sie die antisemitischen Ausschreitungen zunächst nicht kritisiert hatte.
Im Rahmen der Verhandlungen über eine erneute Große Koalition nach der Bundestagswahl 2017 wollte die SPD Chebli zur Antisemitismusbeauftragten und später zur Integrationsbeauftragten der Bundesregierung vorschlagen. Dagegen protestierten jüdische Organisationen mit dem Vorwurf, in den Vorjahren judenfeindliche Angriffe in Berlin nicht kritisiert zu haben und muslimischen Judenhass zu verharmlosen.
Die Hauptfigur des 2021 erschienenen Romans Die Kandidatin von Constantin Schreiber, die als erste Muslima für das Amt der Bundeskanzlerin kandidiert, wurde als Anspielung auf Chebli gedeutet.

### Sexismusvorwürfe
Im Kontext der breiten öffentlichen Diskussion um #MeToo veröffentlichte Sawsan Chebli im Oktober 2017 auf ihrer Facebook-Seite eine wenige Stunden zuvor gemachte Erfahrung von Alltagssexismus. Während eines dienstlichen Auftritts bei der Deutsch-Indischen Gesellschaft sei sie vom Botschafter a. D. Hans-Joachim Kiderlen als Frau öffentlich herabgewürdigt worden. Der frühere Diplomat bedauerte wenige Tage später seine „unpassende Ansprache“ und entschuldigte sich gegenüber der Staatssekretärin. Der Vorfall und Cheblis Umgang damit zogen eine kontroverse Diskussion in der deutschen Presse nach sich. Cornelia von Oheimb, Vertreterin der Deutsch-Indischen Gesellschaft, widersprach Cheblis Darstellung der Umstände des Vorfalls.

### Mäßigungsgebot
Nachdem Chebli im August 2018 einen Tweet unter dem Hashtag #wirsindmehr mit dem Satz „Wir sind zu wenig radikal“ beendet hatte, wurde ihr ein Verstoß gegen das Mäßigungsgebot vorgeworfen, dem sie als Beamtin sowohl dienstlich als auch privat unterliegt. Eine im Januar 2019 vom Chef der Senatskanzlei Christian Gaebler erlassene Dienstanweisung, dass sich Mitarbeiter der Senatskanzlei bei öffentlichen Äußerungen zurückzuhalten hätten und ein Hinweis auf ein bestehendes Dienstverhältnis zur Senatskanzlei zu unterlassen sei, wurde von den Medien als Reaktion auf Cheblis öffentliche Äußerungen gewertet.

### Gerichtliche Auseinandersetzungen
Das Amtsgericht Tiergarten sprach am 27. Februar 2020 den YouTuber Tim Kellner vom Vorwurf der Beleidigung frei, der Chebli als „islamische Sprechpuppe“ und „Quotenmigrantin der SPD“ bezeichnet hatte. Die Staatsanwaltschaft Berlin und Chebli kündigten an, in Berufung zu gehen.
Am 13. November 2020 kommentierte Chebli einen Fernsehbeitrag des Kabarettisten Dieter Nuhr, dass dieser „so ignorant, dumm und uninformiert“ sei und „nur Witze“ über Minderheiten machen könne. Dazu nahm der CDU-Fraktionsvorsitzende in Brandenburg, Jan Redmann, auf Facebook Stellung. Unter diesen Beitrag setzte am 15. November 2020 ein Nutzer bei Facebook einen beleidigenden Kommentar in Bezug auf Chebli. Sie klagte daraufhin auf Unterlassung und Entschädigung in Höhe von 5000 Euro. Durch rechtskräftige Berufungsentscheidung wurde der Klage auf Unterlassung stattgegeben, ein Anspruch auf Geldentschädigung jedoch abgelehnt.
Wegen anderer Beschimpfungen Cheblis und solcher gegen Nancy Faeser und Annalena Baerbock wurde Tim Kellner am 4. Oktober 2023 vom Amtsgericht Detmold zu einer Gesamtgeldstrafe von 110 Tagessätzen zu je 100 Euro verurteilt. Seine Berufung wurde am 5. Juni 2024 vom Landgericht Detmold zurückgewiesen.
Im Zusammenhang mit einem Online-Hasskommentar von 2021 bekam Chebli Mitte Januar 2024 5000 Euro Entschädigung vom Landgericht Berlin zugesprochen. Laut dem Landgericht handelt es sich „um Schmähkritik, die in die Würde der Klägerin eingreift“; daher seien ihre „Persönlichkeitsrechte verletzt“. Der Verfasser muss zudem die Anwalts- und Gerichtskosten tragen. Das Geld, so Chebli, gehe an die Organisation „Hate Aid“. Das Urteil ist noch nicht rechtskräftig.

### Führungsstil
Im Oktober 2020 berichtete die Frankfurter Allgemeine Sonntagszeitung über den Vorwurf ehemaliger Kollegen gegen Chebli, als Staatssekretärin in der Verwaltung Chaos angerichtet zu haben. Sie habe in Unkenntnis der Abläufe agiert, ständig neue Ideen eingebracht, die sie bald wieder fallen gelassen habe, und Sitzungen einberufen, zu denen sie als einzige nicht erschienen sei. Als Vorgesetzte habe sie die Mitarbeiter regelmäßig für eigene Fehler verantwortlich gemacht und sie „wie Dreck behandelt“. Immer wieder hätten sich Mitarbeiter deshalb krankgemeldet oder versetzen lassen. Ein Beamter remonstrierte beim Chef der Senatskanzlei gegen Anweisungen Cheblis, die er als ungerechtfertigt ansah. Auch der vorzeitige Weggang des Protokollchefs Volker Pellet aus der Senatskanzlei 2017 wurde wieder aufgegriffen. Chebli bestreitet diese Vorwürfe.

### Russischer Überfall auf die Ukraine
In einem Beitrag für den Tagesspiegel stellte Chebli Ende April 2022 bei vielen Menschen in der arabischen Welt eine „Abwesenheit von Empathie gegenüber dem Leid der ukrainischen Bevölkerung“ fest. Solidarität gebe es in Syrien, „wo man die Brutalität der russischen Militärs am eigenen Leib erlebt“ habe. Die Gründe für das von ihr wahrgenommene Fehlen von Empathie sind laut Chebli ein verbreiteter Antiamerikanismus in Nahost sowie auch „ein mehr oder weniger offen ausgesprochener Antisemitismus“. Russland habe „die arabische Nachbarschaft Europas als ein ‚weiches Ziel‘ der Propaganda ausgemacht [...], wo man mit Desinformation unter Einsatz geringer Mittel starke Wirkung erzielen“ könne. Daher müsse „unsere Außenpolitik sich viel stärker an die Gesellschaften in der Nachbarschaft Europas richten [...], als das bisher der Fall“ sei. Man müsse „klar und deutlich“ die politischen Ziele kommunizieren und dürfe sich Diskussionen nicht verweigern.

### Krieg in Gaza seit 2023
In einem von Daniel Bax für die taz geführten Interview wird Chebli im Juni 2024 mit der Äußerung zitiert, dass Palästinenser in der deutschen Öffentlichkeit „kaum Empathie und Solidarität, sondern Ausgrenzung, Misstrauen und immer öfter puren Hass“ erführen. Es tue „weh zu sehen, dass so viele Menschen, die sonst laut sind, wenn es um Menschenrechte geht und darum, Grundrechte zu verteidigen, zu Gaza schweigen“. Über den Krieg im Gazastreifen informiere sie sich vor allem über amerikanische, britische und arabische Medien, denn viele Nachrichten kämen „hier schlicht nicht vor“ und seien „einseitig und verzerrt“. Sie habe die Verbrechen der Hamas „sofort klar verurteilt und deutlich gemacht, dass sie durch nichts zu rechtfertigen“ seien: wer aber „heute, nach über 35.000 Toten, die meisten davon Kinder und Frauen, und all dem, was wir über die Kriegsführung und die Politiker in der israelischen Regierung wissen, immer noch blind Israel verteidigt und lediglich ‚aber Hamas‘ sagt, mit dem teile ich keine gemeinsamen Werte“. Sie denke „erstmals auch darüber nach, Deutschland zu verlassen“, und keine Wahl sei ihr so schwergefallen „wie die letzte Europawahl, vor allem wegen der Haltung der SPD zu Gaza“. Sie konstatierte ein „kollektive[s] Wegsehen bei antimuslimischem Rassismus“. Kritik an Cheblis Äußerungen kam vom Psychologen Ahmad Mansour. Ebenfalls in der taz warf er ihr vor, „an den Fakten vorbei[zu]reden“: Nicht Muslime, sondern Juden erlebten hierzulande „einen enormen Zuwachs an Feindseligkeit“. Auch der Islamwissenschaftler und Pädagoge Abdel-Hakim Ourghi sprach von einer „vollkommen einseitigen Sichtweise“ Cheblis.